# Dłużka
Dłużka – wieś sołecka w Polsce położona w województwie mazowieckim, w powiecie mińskim, w gminie Mińsk Mazowiecki. Leży w północnej części gminy.
Niewielka wieś na północ od Wólki Mińskiej, położona nad rzeką Długą.
Wieś szlachecka Dłuska położona była w drugiej połowie XVI wieku w powiecie garwolińskim ziemi czerskiej województwa mazowieckiego. W latach 1975–1998 miejscowość administracyjnie należała do województwa siedleckiego.
Na terenie miejscowości znajduje się pomnik przyrody. Jest nim Dąb szypułkowy położony na roli J. Jędrasik ok. 20 metrów na północ od drogi Dłużka - Brzóze (podstawa prawna: Orzeczenie UW z Siedlcach z 21.12.1976 r. RLS-OP-IX-7140/18/76, nr Rejestru Wojewódzkiego: 156). Ma 300 cm obwodu pnia i wysokość 25 m.
Wierni Kościoła rzymskokatolickiego należą do parafii Matki Bożej Dobrej Rady w Wólce Mińskiej.